# Le Mazeau

Le Mazeau este o comună în departamentul Vendée, Franța. În 2009 avea o populație de 427 de locuitori.